# Robert Tracy (2e vicomte Tracy)
Robert Tracy, 2e vicomte Tracy (vers 1593-1662) est un homme politique anglais qui siège à la Chambre des communes d'Angleterre entre 1620 et 1640. Il combat pour les royalistes pendant la guerre civile anglaise.

## Biographie
Tracy est le fils de John Tracy de Toddington et de son épouse Anne Shirley, fille de Thomas Shirley de Wiston Sussex. Il s'inscrit au Queen's College d'Oxford et est admis au Middle Temple en 1610. Il est fait chevalier par le roi Jacques Ier à Theobalds le 2 octobre 1616.
En 1620, Tracy est élu député du Gloucestershire et occupe ce siège jusqu'en 1622. Il est réélu député du Gloucestershire en 1626. En avril 1640, il est réélu député du Gloucestershire au Court Parlement.
Pendant la guerre civile, Tracy est commissaire du roi Charles Ier et combat les forces parlementaires à Cirencester et au siège de Gloucester en 1643. Il se rend au colonel Massey en 1645 et est condamné pour délinquance en 1647 à payer une amende commençant à 4 000 £, réduite à 2 000 £, puis 1 500 £ et enfin 360 £. Il hérite du titre à la mort de son père vers 1648. Il prête serment de fidélité au gouvernement en 1650 et est démis de ses fonctions en vertu de la loi de grâce de 1652.
Tracy est décédé à l'âge de 69 ans environ et est enterré à Toddington le 2 mai 1662.
Tracy épouse en 1617 Bridget Lyttelton, fille de John Lyttelton, de Frankley Court, Worcestershire et son épouse Meriel Bromley, fille de Thomas Bromley (en), Lord Chancelier. Ils ont  huit enfants, dont son successeur John Tracy. Il épouse en secondes noces Dorothy Cocks, fille de Thomas Cocks, de Castleditch, Herefordshire et sa femme Anne Elton, fille d'Ambrose Elton, de Ledbury, et a d'autres enfants, dont le juge principal Robert Tracy.